# Rapport Flora
Pour les articles homonymes, voir Flora.
Le rapport Flora (titre complet Rapport final de l'enquête sur l'affaire « Flora » concernant les mouvements de résistance gaulliste ou « Mouvements Unis de Résistance en France ») est le premier et le plus célèbre des trois rapports secrets établis par Ernst Dunker, alias Delage, l'un des chefs de la SIPO-SD (Gestapo) de Marseille, et retrouvés après la Libération.
Le rapport Flora fait le bilan d'une des plus terribles opérations de répression qu'ait eue à subir la Résistance intérieure française. Dans la Région R2, ce sont quasiment toutes les organisations et services des MUR qui sont touchés tandis que les responsables régionaux et départementaux sont arrêtés ou en fuite. Les effets de l'affaire Flora ne vont pourtant pas se limiter à cette région, mais atteindre rapidement Lyon et Paris, là où se trouve la direction nationale de la Résistance.
L’ampleur de la répression a été avant tout provoquée par le retournement de cinq résistants arrêtés et passés au service de la Gestapo. Les trahisons les plus graves sont celles de Léon Brown, alias Brunet, responsable régional des Groupes Francs à Toulon, et surtout de Jean Multon, alias Lunel, secrétaire de Maurice Chevance, alias Bertin, chef régional de Combat, devenu également le premier chef régional des MUR. Arrêté le 23 avril 1943 à la taverne Charley, 20 boulevard Garibaldi, Multon parle sans qu'aucune contrainte physique n'ait été exercée contre lui et accepte de collaborer. Ce retournement aura des conséquences dramatiques car Multon est, du fait de ses fonctions dans la Résistance, très au courant du fonctionnement de l'organisation tant à Marseille qu'à Lyon.
Après avoir donné toute satisfaction à Dunker et à la Gestapo de Marseille, Multon est transféré le 24 mai au SD de Lyon où, en compagnie de Robert Auguste Moog, il permet de faire arrêter Marie Reynoard, Berty Albrecht, René Hardy, le général Charles Delestraint, l'arrestation de ce dernier entraînant celles de Joseph Gastaldo et Jean-Louis Théobald. Ces arrestations fourniront à la Gestapo les moyens de resserrer l'étau autour de Jean Moulin et conduiront au drame de Caluire.

## Contenu du rapport Flora
Le rapport Flora commence par une introduction qui indique l'origine de l’affaire, précise le périmètre de l'intervention et dresse un bilan numérique des arrestations opérées. Il fournit ensuite les noms des 241 personnes arrêtées ou identifiées répartis en quatre listes. Suit la liste des documents et du matériel récupérés lors des arrestations et des perquisitions, puis des informations sur l'organisation de la Résistance dans la Région 2. Il se termine par un bilan dont la conclusion est que « les Mouvements de Résistance Unis sont sans dirigeants et leur activité future tout à fait paralysée ».

### Origine de l'affaire Flora
Le rapport signé le 17 juillet 1943 par Dunker-Delage conclut une opération qui a débuté le 14 avril 1943 à partir d'un renseignement découvert par hasard dans une boite aux lettres lors de l'affaire Akropolis, menée fin février-début mars par l'Abwehr avec l'aide de la Gestapo, pour démanteler un réseau de rapatriement des aviateurs britanniques accidentés.
Le rapport a été appelé Flora en référence à Thérèse Floiras, première personne arrêtée dans l'affaire car son nom et son adresse (8 rue Vitalis) avaient été trouvés dans une boîte à lettres du réseau Pat au bar Le Petit Poucet, 23 boulevard Dugommier, tenu par les époux Henri et Alexandrine Dijon. À partir de Thérèse Floiras, la SIPO-SD put remonter vers les plus importants réseaux de la Résistance en zone sud.

### Départements concernés par l'affaire Flora
L'opération Flora s'est déroulée dans 8 départements dont 7 dépendant de la Région R2 de la Résistance (Marseille, Bouches-du-Rhône, Var, Alpes-Maritimes, Vaucluse, Basses-Alpes, Hautes-Alpes) et un département relevant de la Région R3 (Gard).

### Listes des personnes arrêtées et identifiées dans l'affaire Flora
Le rapport Flora contient 241 noms, répartis en quatre listes, les deux premières énumérant par ordre chronologique d'arrestation les 122 personnes arrêtées dans le cadre de l'opération. Pour chaque personne, il est indiqué son nom, ses prénoms, son alias, sa situation familiale, sa religion, sa nationalité, la date et le lieu de sa naissance, sa profession, son activité dans la Résistance, sa date d'arrestation et la décision prise à son encontre.
- La première liste recense 105 personnes convaincues d'être des membres actifs, des auxiliaires ou d'être au courant de l'organisation. 28 d'entre elles sont des femmes et les 77 autres des hommes. La répartition par ville est la suivante : soixante-huit sont de Marseille, un de La Ciotat, deux d'Aix-en-Provence, treize de Toulon, trois d'Orange (dont le docteur Klotz arrêté à Toulon), dix-huit des Alpes-Maritimes.

Le bilan numérique établi par Dunker indique que sur ces 105 personnes, en dehors des dix-huit résistants des Alpes-Maritimes remis à la police italienne, cinq ont été utilisés comme contre-agents, une a été transférée dans un autre service, une est décédée, trois sont à l'hôpital, deux gardés au service pour complément d'information et soixante quinze transférées en convoi à Fresnes.
En fait, ce seront finalement 78 personnes qui seront transférées à Fresnes puisqu'il faut inclure dans ce chiffrage les deux gardés au service et deux des hospitalisés tandis que, comme indiqué à la fin du rapport, Yvonne Baron sera remise à la police française et astreinte jusqu'à la Libération à résidence surveillée dans la Drôme. La presque totalité des 78 transférés seront ensuite déportés en camp de concentration où un grand nombre d'entre eux périront. Dans la liste des déportés de la Fondation pour la mémoire de la déportation, on retrouve 70 des 78 noms transférés à Fresnes (dont il faut retirer Maurice Plantier qui a réussi à s'évader et Jean-Pierre Vidal, vraisemblablement Ted Coppin, agent britannique exécuté le 27 septembre 1943). Parmi ces 70 déportés, vingt cinq sont déclarés décédés ou disparus et quarante six libérés ou revenus des camps.
- La deuxième liste recense les 17 personnes relâchées faute de preuves, mais « quelques-unes sous condition ». Parmi elles, l'épouse de Max Juvénal et le docteur Paul Bouchard, directeur de la clinique où a été soigné Maurice Chevance après son évasion.

- La troisième liste concerne une liste de 10 personnes identifiées dans le cadre de l'affaire Grossfürst[14]. Trois d'entre elles ont été arrêtées (dont l'architecte François Spoerry qui sera déporté) et quatre sont recherchées (dont Auguste Floiras et son fils Lucien).

- Dans la quatrième liste, qui débute par Pierre Beinse[15], on relève 108 noms, parfois mal orthographiés ou désignés uniquement par leur pseudonyme, de personnes identifiées, certaines arrêtées soit par la police française, soit par l'OVRA (police politique fasciste italienne), soit par les services allemands hors de la Région R2, d'autres en fuite. On y trouve des responsables régionaux, comme Louis Martin-Bret, Max Juvénal, Maurice Chevance, Alfred Leenhardt (en fait Francis Leenhardt), Lorrin (en fait René-Georges Laurin), Édouard Alexander, Daniel Menta (en fait John Ulysse Mentha), Henri Sarie, Gaston Cat, André Aune, Dick (Raymond Vincent), Marcelle Bidault, Léon Théus, mais aussi nationaux, comme Jean-Pierre Carrière (en fait Raymond Fassin), Bruno Larat, Avricourt (Henri Aubry), Méchin (François Morin-Forestier), Alain (Daniel Cordier), Jean-Pierre Lévy, le capitaine Fresnay (en fait Henri Frenay), Raymond Aubrac, Jean Moulin, Dastier de la Viergerie (en fait Emmanuel d'Astier de la Vigerie), Jean-Louis Théobald, Didot (René Hardy), Charles Delestraint,   Berthe (Berty) Albrecht.

## Rapport Flora et affaire Hardy
La découverte du rapport Flora dans les locaux de la SIPO-SD de Marseille en septembre 1944 entraînera l'arrestation de René Hardy (alias Didot) le 11 décembre de la même année et sera, avec le rapport Kaltenbrunner, l’une des pièces à charge majeures lors de son premier procès qui a lieu du 20 au 24 janvier 1947.
En effet, dans le rapport Flora il est indiqué : « no 106 Didot (pseudonyme). Chef national de la section sabotage de MU, qui permit ensuite en tant que contre-agent du EK de Lyon de faire arrêter à Lyon lors de la réunion du 25 juin 1943 : no 54 Moulin, Jean (alias Max, alias Régis), délégué personnel de De Gaulle, président du Comité directeur des MU, ainsi que cinq chefs des MU. ».
Mais la défense, dirigée par Maître Garçon, l'avocat de Hardy, obtint qu'il n'en soit pas tenu compte au cours des débats, au prétexte que s'agissant d'un texte allemand, il ne pouvait être que suspect.
La valeur des informations que révèle le rapport Flora sur le rôle de Hardy dans l'arrestation de Jean Moulin continue pourtant à faire l'objet de controverses chez les historiens. Pour Jacques Gélin ou Jacques Baynac, il s'agit d'un document qui « fourmille d'erreurs » concernant les dates et les personnes. La raison en serait que « lorsque le 19 juillet, à Marseille, (Dunker) signe son Rapport Flora, c'est sur la base de ragots ramenés de Lyon par Multon qu'il rajoute in extremis les accusations contre Hardy ». Or, Multon n'était pas à Lyon au moment des faits et Klaus Barbie avait intérêt à cacher à sa hiérarchie qu'il s'était fait duper par Hardy lorsqu'il avait récupéré ce dernier le 10 juin à Chalon-sur-Saône après son arrestation dans le train Lyon-Paris. Cette explication est cependant réfutée par Jean-Pierre Azéma qui écrit au sujet du rapport Flora : « Nous estimons que sa valeur tient au fait - répétons-le - qu'il est rédigé quelques semaines après les faits et surtout qu'il est à usage interne. Nous avons déjà dit que les défenseurs de Hardy ont prétendu qu'il avait été désigné comme Gegenagent par les hommes du SD pour travestir son évasion. Mais c'est se méprendre sur le fonctionnement des services de répression allemands, mettre entre parenthèses le fait que le rapport Flora signalait qu'un certain nombre de suspects avaient pu s'enfuir. ».